# ورنر
ورنر (انگلیسی: Werner Enterprises) شرکت ترابری آمریکایی است، که در سال ۱۹۵۶ تأسیس شد.